# Врата Небесного Спокойствия
Врата́ Небе́сного Споко́йствия (кит. трад. 天安門, упр. 天安门, пиньинь Tiānānmén, палл. Тяньаньмэ́нь) — главный вход в Императорский город в Пекине, столице Китайской Народной Республики, хотя во многих русскоязычных источниках врата ошибочно называют главным входом в Запретный город (на самом деле вход в Запретный город, который находится в центре Императорского города, пролегает через Полуденные врата).
Врата Небесного Спокойствия расположены вдоль северной стороны площади Тяньаньмэнь. Они построены в 1420 году и являются на сегодняшний день одним из главных символов Китая.

## История
Врата были построены в период Империи Мин и назывались тогда Вратами Небесного Наследования (кит. трад. 承天門, упр. 承天门, пиньинь Chéngtiānmén, палл. Чэнтяньмэнь), по примеру других ворот с тем же названием и той же конструкции (в традиции Пайлоу), которые находились в Нанкине, городе, бывшем до 1420 года столицей, пока её не перенесли в Пекин. Дважды ворота были разрушены: первый раз молнией в 1457 году (их восстановили по новому проекту, ворота уже тогда выглядели примерно так же, как сегодня), второй раз — участниками крестьянского восстания под предводительством Ли Цзычэна, в 1644 году. Год спустя, когда Пекин стал частью Империи Цин, сооружение начали восстанавливать, а в 1651 году оно получило современное название — Тяньаньмэнь.
Между 1969 и 1970 годами врата находились на реконструкции. Поскольку уже тогда они являлись одним из символов Китая, проведение восстановительных работ содержалось под строгим секретом. Главной задачей ремонта было обеспечение сооружения системой водоснабжения, отопления, а также повышение сейсмостойкости объекта.

## Описание
Длина ворот — 66 метров, ширина — 37 метров, высота — 32 метра. Надвратная башня декорирована различными элементами и покрыта глазурованной черепицей, а углы её карнизов имеют слегка изогнутую форму: по представлениям китайских архитекторов, такая форма отпугивает проникновение злых духов внутрь помещения. Ту же функцию выполняют скульптуры львов перед входом в ворота. Сквозных арок всего пять, через центральную арку раньше разрешалось проходить только императору. К аркам ведут семь мостов, перекинутых через небольшую речку, так называемую Внешнюю Золотую Реку, центральный мост предназначался для императора, боковые – для его семьи, а все остальные – для чиновников разного ранга.
По обеим сторонам ворот установлены декоративные мраморные колонны Хуабяо.
Пройдя через ворота Тяньаньмэнь, люди оказываются внутри Императорского города. Если они двинутся дальше, по так называемой Нефритовой дороге, то окажутся пред Вратами Почёта, копией ворот Тяньаньмэнь, а если пройти и через них, то впереди увидят Полуденные врата, предваряющие вход в Запретный город.

## Практическое использование
В период империй Мин и Цин возле ворот народу зачитывались императорские указы. Их приносили на подносе в форме облака и клали на паланкин, который затем поднимали наверх к надвратной башне, где специальный чиновник зачитывал их вслух. Прочитанный указ вкладывался в клюв позолоченного деревянного феникса, его также спускали на паланкине и уносили в Палату церемоний для снятия копий, предназначенных для отправки в другие города. Эту церемонию называли «изданием императорского указа с помощью феникса».
Через эти ворота ежегодно император выезжал для совершения жертвоприношений к Храму неба и Храму земли. Жертвоприношения проводились и перед самими воротами, если император отправлялся в военный поход.
1 октября 1949 года Мао Цзэдун объявил с трибуны этих ворот об основании Китайской Народной Республики. Ворота с тех пор считаются одним из национальных символов Китая. Их можно увидеть на гербе КНР. Трибуна, с которой выступал Мао Цзэдун, с 1988 года открыта для посещения туристами.

### Портрет Мао Цзэдуна
В XX веке центральное место ворот неоднократно отводилось для размещения портретов национальных лидеров, сменявших друг друга. Так, в 1925 году там был помещён портрет Сунь Ятсена, в 1945 — Чан Кайши. В 1949 году там появились изображения Мао Цзэдуна и Чжу Дэ, а затем остался только портрет Мао Цзэдуна, хотя в определённые даты по соседству иногда размещали изображения других лидеров. По бокам от портрета теоретика маоизма ворота украшены большими плакатами с пожеланиями народу Китая. На одном плакате написано: «Да здравствует Китайская Народная Республика!», на другом – «Да здравствует великий союз народов мира» (изначально на этом плакате были написаны здравицы руководству страны, но позже надпись сменили). Во время событий на площади Тяньаньмэнь в 1989 году портрет забросали сырыми яйцами.

## Галерея
- Марка 1950 года
- Один китайский юань 1961 года
- Врата Небесного Спокойствия на площади Тяньаньмэнь на почтовой марке Сербии, приуроченной к 100-летию Коммунистической партии Китая, 2021